# الحدود السودانية المصرية

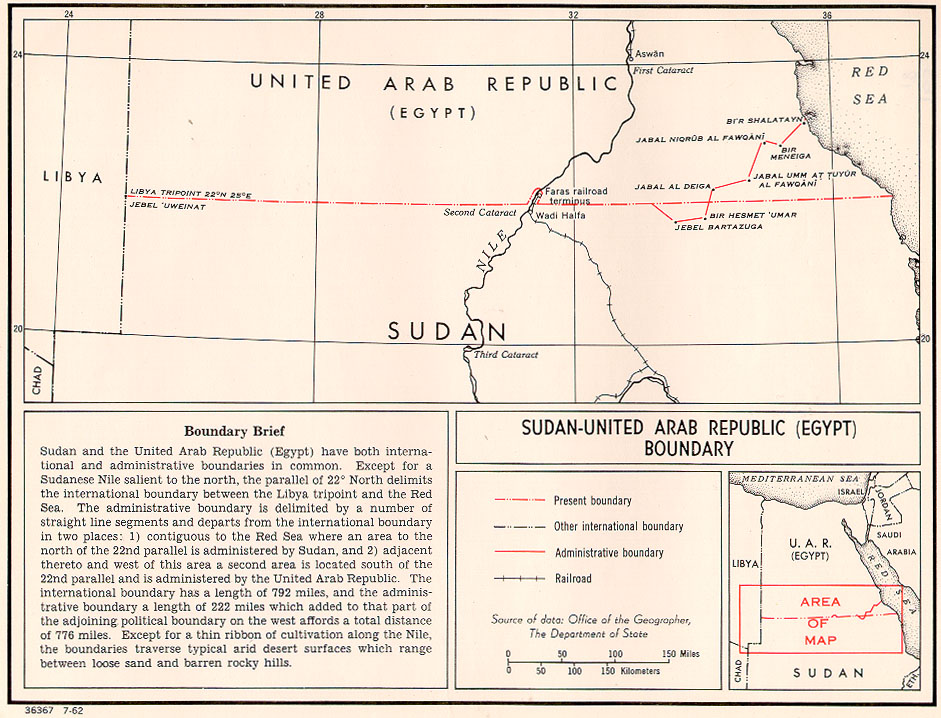
خريطة الحدود السودانية المصرية

الحدود السودانية المصرية هي حدود يبلغ طولها 1,276 كم (793 م) وتمتد من النقطة الثلاثية مع ليبيا في الغرب إلى البحر الأحمر في الشرق. يخضع الجزء الشرقي من الحدود لنزاع إقليمي بين الدولتين.

## الوصف
تبدأ الحدود من الغرب عند النقطة الثلاثية مع ليبيا على جبل العوينات ثم تتقدم شرقًا على طول خط عرض 22° شمال بحيرة ناصر. ثم تنحرف الحدود لفترة وجيزة شمالًا، مما يؤدي إلى إنشاء منطقة تُعرف باسم "نتوء وادي حلفا"، قبل أن تستأنف مسارها على طول خط العرض 22 على طول البحر الأحمر جنوب رأس علبة (رأس حضربا).  وتتجه جنوبًا لتغادر بير طويل في مصر، ثم الشمال الشرقي لتشمل مثلث حلايب داخل مصر. تعبر الحدود منطقة ذات كثافة سكانية منخفضة تعرف تقليديًا بالنوبة، من الصحراء الكبرى والصحراء الليبية، مع وجود المراكز السكانية الرئيسية حول نهر النيل بالقرب من وادي حلفا.

## التاريخ

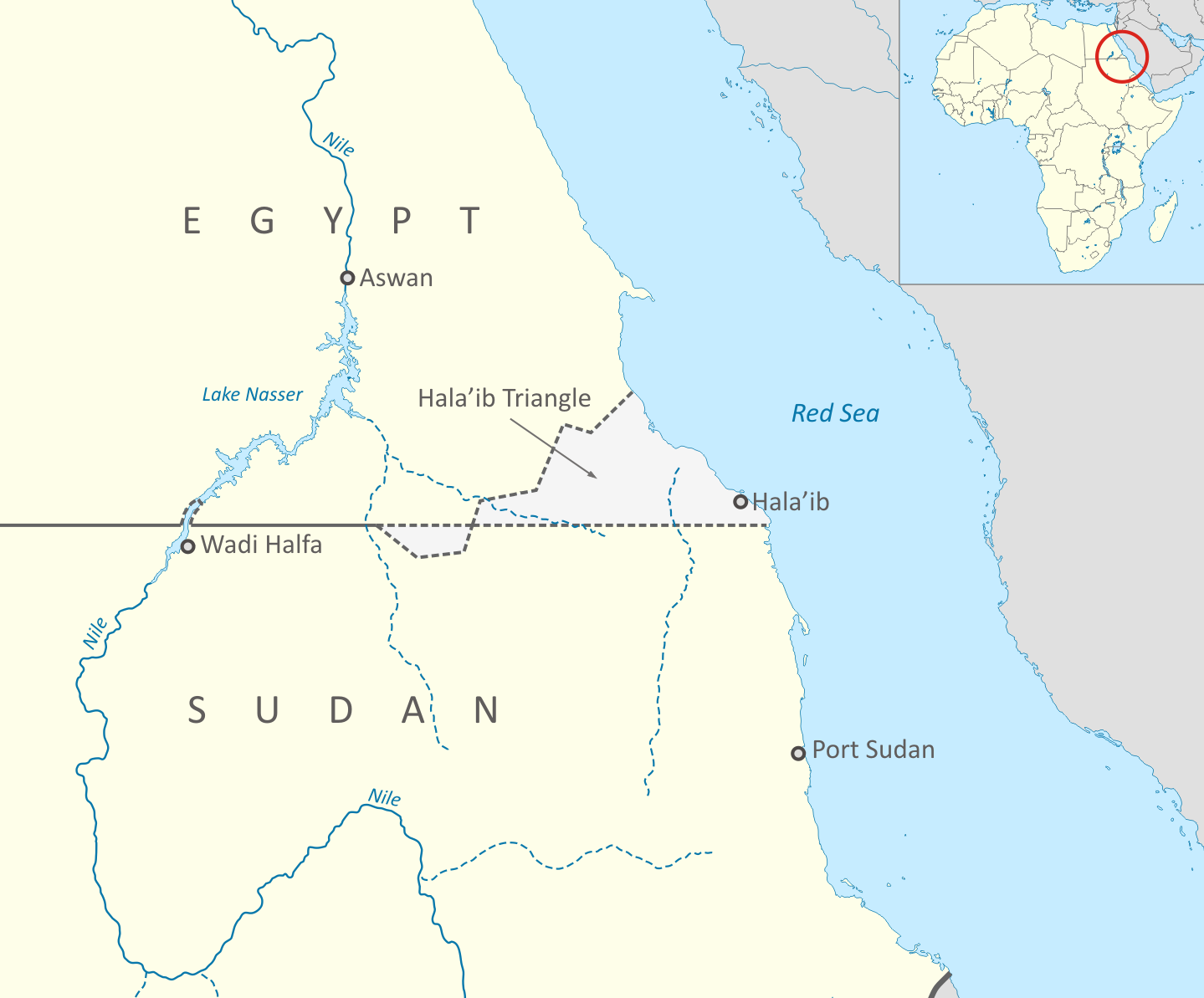
خريطة توضح مثلث حلايب المتنازع عليه، مع بير طويل إلى الغرب مباشرة

حصلت مصر، مع كونها جزءً اسميًا من الدولة العثمانية، على درجة كبيرة من الحكم الذاتي في عهد محمد علي باشا عقب الحرب المصرية العثمانية الثانية في الأعوام 1839-1841. وفي عام 1882 احتل البريطانيون مصر، وأنشأوا فعليًا محمية (أُعلنت رسميًا فقط في عام 1914). تم الحفاظ على مطالبة مصر التقليدية بالسودان، وبعد حرب ضد قوات الدولة المهدية في تسعينيات القرن التاسع عشر، غزا البريطانيون السودان وأنشأوا السودان الإنجليزي المصري في يناير 1899 كدولة مشتركة، مقسمة عن مصر على طول خط العرض 22. تمت إضافة نتوء وادي حلفا البارز إلى السودان في 26 مارس 1899 من أجل وضع محطة سكة حديد من الخرطوم تحت السيطرة السودانية. لقد أنشأت اتفاقية أخرى في عام 1902 «حدًا إداريًا» في الشرق من أجل تسهيل إدارة مختلف الشعوب البدوية، وبالتالي إنشاء منطقة بير طويل (لمصر) ومثلث حلايب (إلى السودان الإنجليزي المصري).
حصلت مصر على استقلالها الكامل في عام 1922، وفي عام 1956 تم إنهاء الملكية الإنجليزية المصرية مع استقلال السودان. في تلك المرحلة، ظلت اتفاقية 1902 سارية المفعول، ولكن في عام 1958 أعادت مصر تأكيد حدود عام 1899، وهي خطوة احتج عليها السودان. وبعد استعراض قصير للقوة، انسحبت القوات المصرية من المنطقة، وبعد ذلك ظل النزاع كامنًا. في عام 1959 وقعت مصر والسودان معاهدة مهدت الطريق لمصر لإنشاء سد أسوان، والذي كان له تأثير غير مباشر في إغراق جزء كبير من وادي حلفا تحت بحيرة ناصر.
اندلع نزاع حلايب مرة أخرى في عام 1992 عندما بدت إمكانية اكتشاف النفط قبالة سواحلها. تحركت مصر بقوات في المنطقة، وفرضت السيطرة المصرية فعليًا، مع احتجاجات السودان. بعد ذلك، أعاد الرئيس السوداني عمر البشير التأكيد على مطالبة السودان بالسيادة على حلايب في خطاب ألقاه عام 2010 في بورتسودان، قائلًا: «حلايب سودانية وستظل سودانية على الدوام». في الوقت الحالي، تعتبر حدود عام 1899 هي الأمر الواقع، مما يترك بير طويل في موقع فريد من نوعه لكونها قطعة الأرض الوحيدة غير القطبية التي لم تطالب بها أي دولة على وجه الأرض.

## مستوطنات قرب الحدود

### مصر
- حلايب
- الشلاتين

### السودان
- فاراس (تاريخية)
- وادي حلفا